# Nouvelle-Irlande (province)
Pour les articles homonymes, voir Nouvelle-Irlande.
La Nouvelle-Irlande est une province de Papouasie-Nouvelle-Guinée faisant partie de la région des Îles. Sa plus grande île est celle de Nouvelle-Irlande.

Carte des districts de la province de Nouvelle-Irlande.

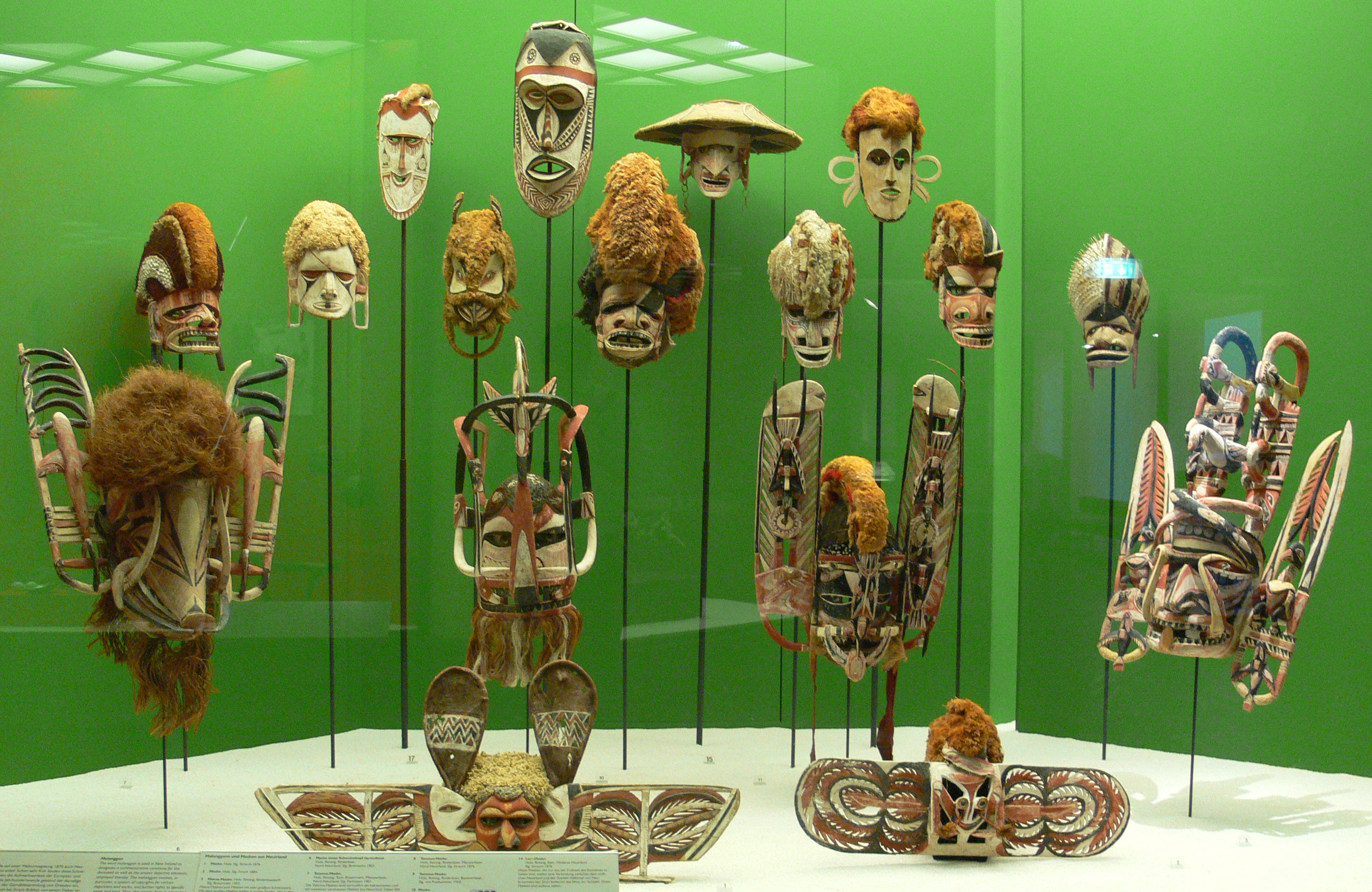
Masques Mala(ng)gan, Nouvelle-Irlande.

## Géographie
La province de Nouvelle-Irlande est constituée de l'île principale de Nouvelle-Irlande et de nombreuses petites îles : Nouvelle-Hanovre, les îles Mussau, (l'île Emirau), les Îles Tabar (Tabar, Tatau, Simberi), le groupe Tanga (Malendok, Boang), les îles Feni (Ambitle, Babase), Djaul, Lihir et Anir.
Sa superficie est d'environ 9 600 km2.